# Успенский собор (Ростов Великий)
Собо́р Успе́ния Пресвято́й Богоро́дицы (Успенский собор) — православный храм в Ростове Великом, бывший (до 1788 года) кафедральный собор Ростовcкой и Ярославской епархии. В настоящее время принадлежит Ярославской епархии Русской православной церкви. Расположен на Соборной площади Ростовского кремля. Имеет отдельно стоящую звонницу. Вместе с Архиерейским двором, сооружения которого построены позднее (в конце XVII века), и Митрополичьим садом образует единый архитектурный ансамбль Ростовского кремля, вид на который особенно примечателен со стороны озера Неро.

## История
Собор расположен в историческом центре города. Время строительства первого деревянного храма на этом месте неизвестно. Однако в 1160 году он был уничтожен пожаром. В следующем, 1161 году, по повелению Великого князя Владимирского Андрея Боголюбского была начата постройка белокаменного здания, своды которого по причине «неискусства немчина Куфира» обрушились в 1204 году. Новая постройка заняла 17 лет. Очередной сильный пожар случился в 1408 году, рухнули своды и глава собора. После чего он был вновь восстановлен из белого камня.
Современная кирпичная церковь была построена в 1508—1512 годах. Точной даты строительства источники не сохранили, потому исследователи предлагали различные датировки. Михаил Ильин присоединялся к мнению Николая Воронина, который связывал последнюю значительную перестройку с 1587 годом, с созданием Ростовской митрополии, которой руководил Варлаам, и необходимостью придать центральному собору митрополии подобающий вид. Принятая ныне датировка 1508—1512 годов обоснована Александром Мельником и подтверждена косвенными летописными источниками. В декоративном оформлении кирпичного храма использованы резные белокаменные элементы предыдущих построек.
Предпринятое в конце XVII века митрополитом Ионой Сысоевичем поблизости с собором широкомасштабное строительство ростовского Архиерейского двора затронуло некоторыми переделками и собор. В частности, главы приняли новую форму, с южной стороны храма было пристроено нарядное крыльцо-паперть, обращённое в сторону выхода из кремля и служившее для торжественного входа в храм митрополита, следующего из своей резиденции.
После переноса центра епархии в Ярославль ростовские храмы без надлежащего ухода ветшали. Крупные работы по приведению их в порядок были выполнены в начале XIX века.
После революции 1917 года Успенский собор был передан в пользование общине, а впоследствии закрыт, но не был разрушен.

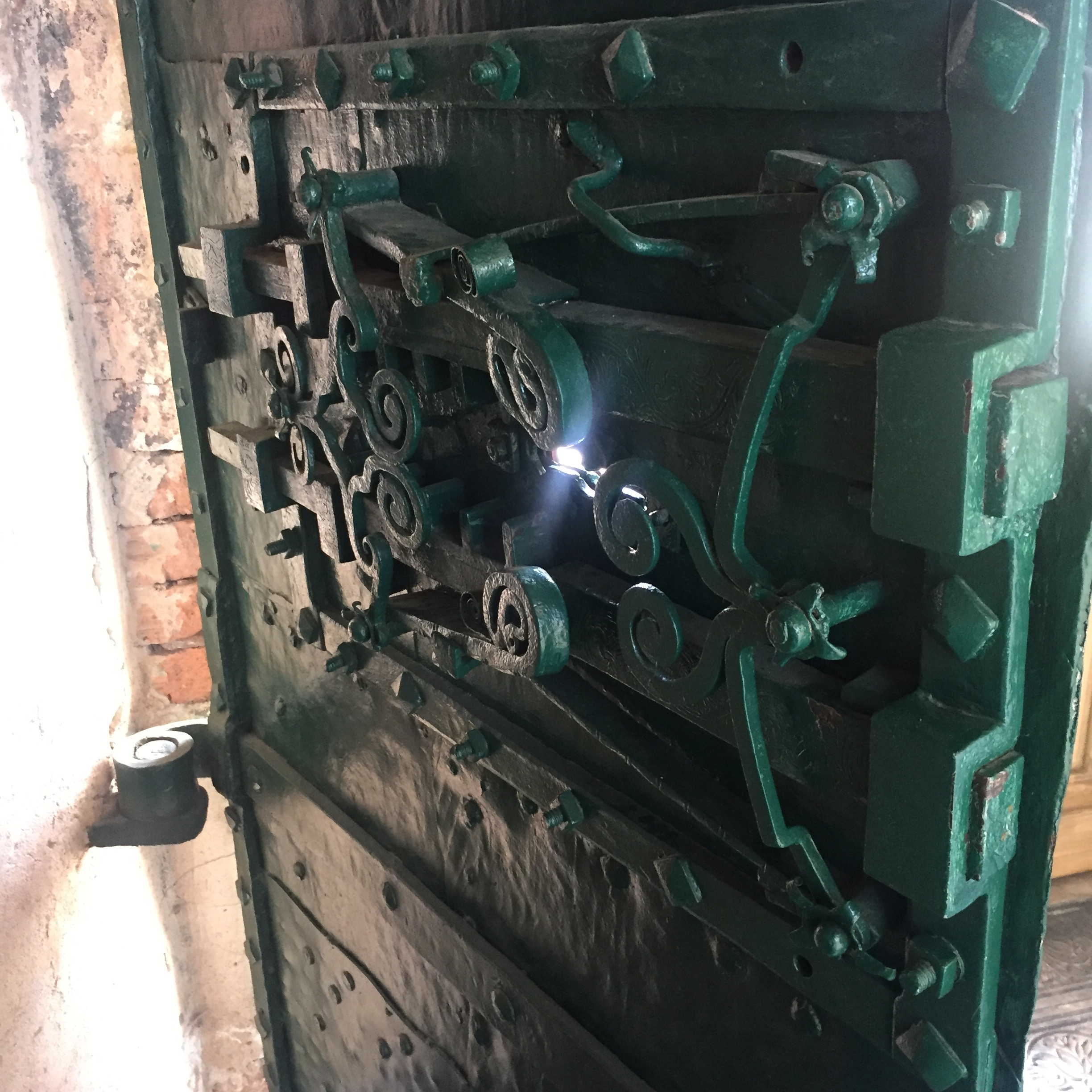
Двери Успенского собора

23 августа 1953 года мощный ураган сорвал купола и крыши многих храмов в центре города, в том числе и Успенского собора. После этого в Ростове начались масштабные реставрационные работы, которыми руководил Владимир Баниге. В процессе реставрации в облике собора были ликвидированы некоторые наслоения. В частности, невыразительная четырёхскатная кровля была заменена позакомарным покрытием, близким к оригинальному. Однако была сохранена луковичная форма глав времён митрополита Ионы, замену их на шлемовидную форму признали нецелесообразным, так это нарушало стилевое единство с комплексом кремля. В ходе реставрационных работ в соборе были произведены раскопки, которые позволили обнаружить в нижних ярусах белокаменную кладку XII века.
В 1991 году собор и звонница были переданы Русской православной церкви.
В соборе покоятся многие правящие архиереи Ростово-Ярославские с XI по XVIII век, в том числе и Иона Сысоевич, митрополит, чьими заботами был создан архитектурный облик Ростова.
У южной стены собора в приделе святителя Леонтия Ростовского под спудом находятся мощи святого Леонтия Ростовского, в юго-западном углу под спудом — мощи святого Феодора Ростовского. 20 декабря 2019 года над мощами святителя была установлена рака, изготовленная нижегородскими мастерами. Басма раки изготовлена из тонких серебряных пластин, в некоторых местах оклад покрыт позолотой.

## Архитектура собора
Собор, вместе с построенной позднее звонницей, расположен на примыкающей к Архиерейскому двору Соборной площади, обнесённой невысокой кирпичной оградой, построенной в XVIII веке. Проход через ограду — через «Святые ворота», (сводчатый проезд в башенке, состоящей из двух восьмериков на четверике), построенные в 1754 году.

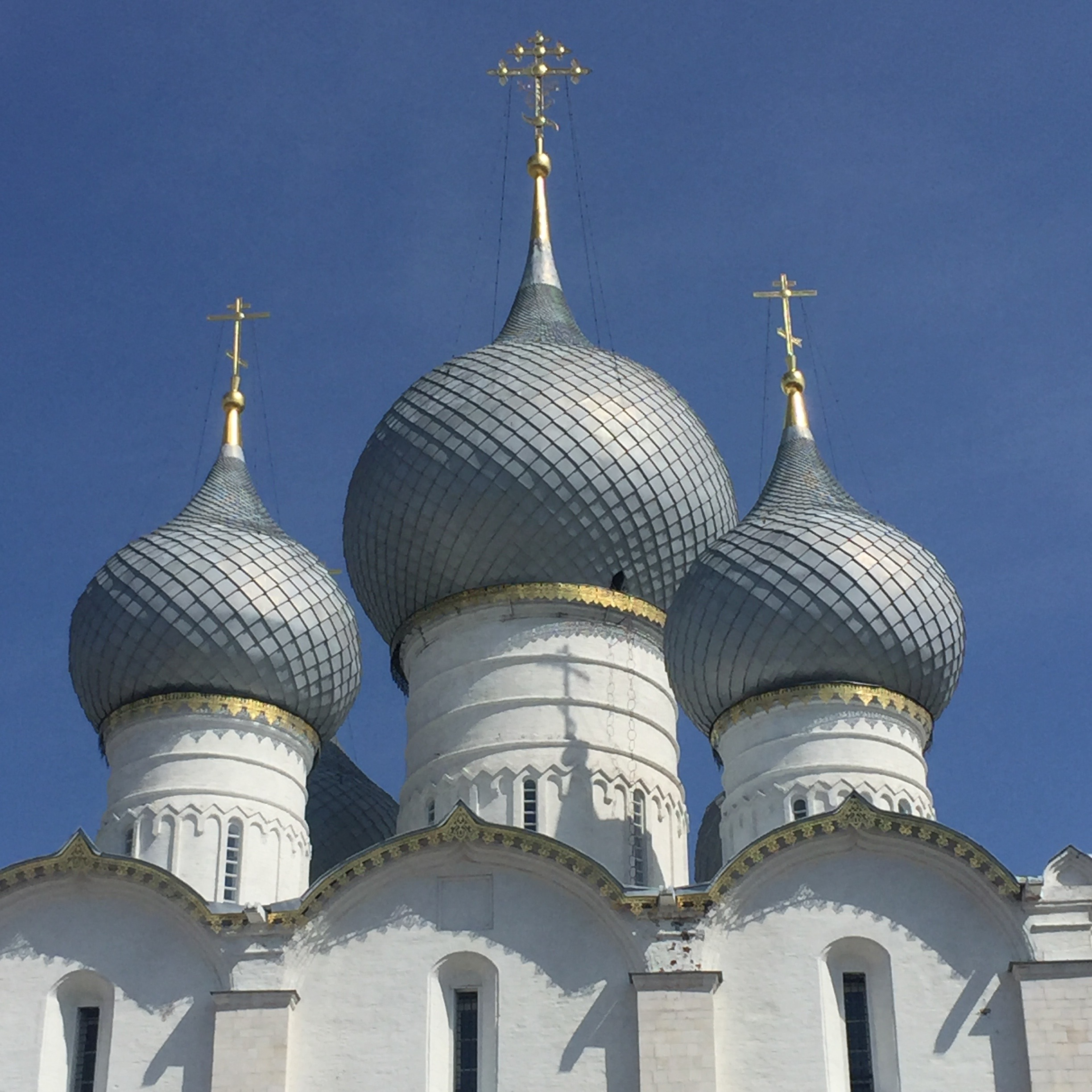
Купола Успенского собора Ростовского Кремля

Пятиглавый собор сложен из кирпича, а цоколь и выступающие лопатки — из белого камня. Имеет многочисленные декоративные элементы: аркатурно-колончатые пояса, горизонтальные тяги-филёнки и др. Высота Собора с крестом достигает 60 м.
Архитектура во многом схожа с одноимённым собором Московского Кремля и тесно связана с традициями Владимиро-Суздальского зодчества. Пятиглавый храм расчленяется монументальными лопатками на три и четыре прясла, которые заканчиваются килевидными закомарами. Узкие окна, похожие на бойницы, расположены в два яруса, между ними посередине высоты проходит аркатурный пояс, придающий изящество и лёгкость монументальному сооружению. В этом пояске проявляется уже влияние московской архитектурной школы.
Главы расположены на высоких световых барабанах, также украшенных аркатурами и горизонтальными филёнками. В древности главы имели другую форму, но при возведении Ростовского кремля они были перестроены в стиле всего ансамбля. Кровля здания проходит по закомарам, первоначально она была выполнена из черепицы или лемеха, но сейчас заменена на жестяную на кружалах, повторяющую старую форму.

## Внутреннее убранство собора
В летописях сохранились указания о каких-то живописных работах в 1589 году.
В 1659 году роспись собора начала артель мастеров С. Дмитриева и Иосифа Владимирова. Работы тянулись долго и в 1669 году к ним подключились костромские мастера Гурий Никитин и Сила Савин. Пожар в 1671 году, поновление фресок в 1779 году и новая роспись в 1843 году уничтожили эти работы. При реставрации в 1950-х годах были обнаружены фрески XVII века, а в некоторых местах за иконостасом и более старые XVI века.
В нижней части стен, которая сохранилась от белокаменного храма, профессором Н. Н. Ворониным обнаружены фрагменты росписи XII века.
Сохранился иконостас в стиле барокко, выполненный в 1730—1740-х годах. Аналогичный иконостас имеется в Горицком монастыре Переславля-Залесского.

## Звонница с церковью Входа Господня в Иерусалим

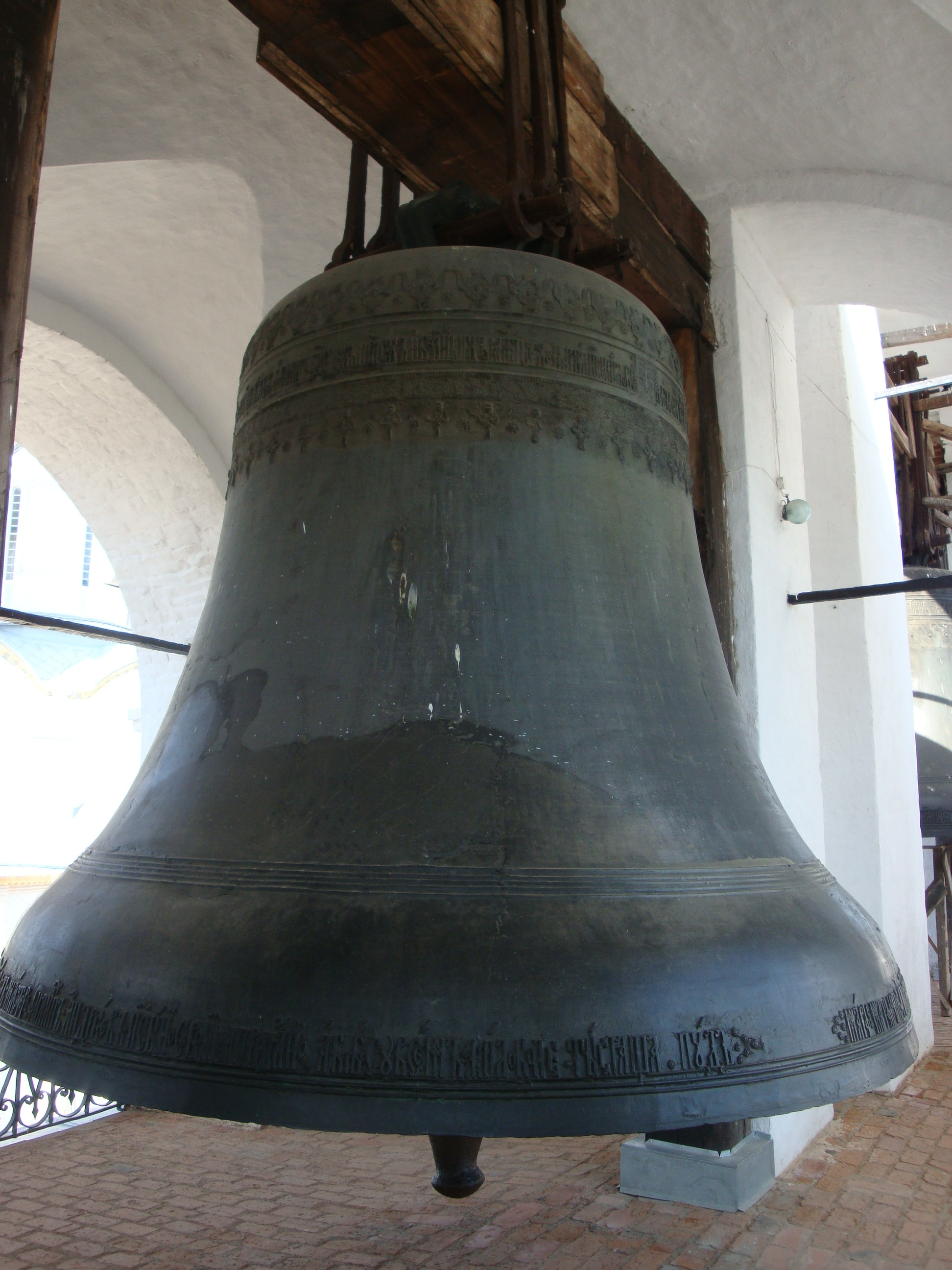
Колокол «Сысой» на звоннице с церковью Входа Господня в Иерусалим на территории архитектурного ансамбля Ростовский кремль

В 1682—1687 годах при митрополите Ионе к юго-востоку от Успенского собора была построена звонница, увенчанная четырьмя главами и имевшая 15 колоколов, наибольший из которых, «Сысой», имеет массу около 2000 пудов и обошёлся в 10 000 рублей. Набор колоколов сохранился до настоящего времени. Колокол «Сысой» отлит мастером Флором Терентьевым в 1688 году. Второй по весу колокол «Полиелейный» весит 1000 пудов, третий, «Лебедь» — 500 пудов. На этих колоколах была записана в 1974 году пластинка «Ростовские звоны», которая явилась заметным явлением в культурной жизни страны.
Звонница четырёхъярусная, состоит из двух поставленных вплотную зданий. В одном здании, с тремя открытыми проёмами в четвёртом ярусе, размещается большая часть колоколов. Другое здание с более высоким четвёртым ярусом построено специально для колокола «Сысой». Каждый из четырёх пролетов имеет луковичную главку на глухом барабане. Здание звонницы отличается простотой и гармонирует со зданием собора. Декоративное убранство звонницы скромное, прясла расчленяют стены на четыре части в соответствии с проёмами. Однако доминируют не вертикальные, а горизонтальные линии карнизов. Проёмы в верхней части имеют килевидные завершения, повторяют килевидную форму закомар собора.
В звоннице размещена церковь Входа Господня в Иерусалим.